# Humococcus yenseni
Humococcus yenseni är en insektsart som beskrevs av Williams och Granara de Willink 1992. Humococcus yenseni ingår i släktet Humococcus och familjen ullsköldlöss. Inga underarter finns listade i Catalogue of Life.